# アナクレオン
アナクレオン（古希: Ἀνακρέων, Ἀνακρέοντος, Anakreon, 英: Anacreon, 紀元前582年頃 - 紀元前485年頃）は、古代ギリシアの抒情詩人である。酒飲みと頌歌で著名。後に9歌唱詩人に加えられる。
小アジアの臨海、イオニアの都市、テオス（Teos, Teo)で生まれた。
彼の父親については議論がある。名前はスキュティアノス、エウメロス、パルテニオス、アリストクリトスの4つの可能性がある。
アナクレオンは、当時小アジアのギリシア都市を包囲していた、キュロス2世の将軍の一人、ハルパゴスに降伏するのを避け、街の人々とともにメスタ川（Mesta, Nestos）河口近くの トラキアの沿岸に逃亡し、植民地アブデラを建設した、と思われている。
アテナイで長い間よく知られており、ペリクレスの父クサンティッポスと共にアクロポリスに像が見られる。テオスのコインにも竪琴を持った立像、座像が描かれている。1835年、サビーニ地区で見つかった大理石像はアナクレオンだと言われている（現在はボルゲーゼ公園にある）。
アナクレオンは古代イオニア方言で詩を創作した。全ての初期抒情詩の様に、作品は通常竪琴による音楽に合わせて唄われた。アナクレオンの作品は独唱歌で唄われたものが多い。